# Deblo (taksonomija)
Dêblo je v biologiji najvišja enota (skupina, kategorija) v njeni sistematiki živalskega in rastlinskega kraljestva. Z drugim deblom ima le eno evolucijsko značilnost. Debla se naprej delijo v razrede. Nekatera velika debla kot so strunarji, členonožci in iglokožci so razdeljena še v poddebla.
Znanstvena razvrstitev loči med debli v zoologiji Phylum in v botaniki Divisio. Čeprav se Phylum načeloma dovoljuje tudi v botaniki, pa botaniki večinoma uporabljajo Divisio. 
Pri poimenovanju živali v deblih ni pravil, razen dvočlenskega znanstvenega latinskega imena. Debla imajo pri rastlinah v latinskih imenih pripono -phyta.

## Debla v kraljestvu živali
|  | Ambulacraria | Ambulacraria | Deuterostomia (Deuterostomi) | Nephrozoa | Bilateralne živali | ParaHoxozoa | Eumetazoa (Pravi mnogoceličarji) |
|  | Druge        |              | Deuterostomia (Deuterostomi) | Nephrozoa | Bilateralne živali | ParaHoxozoa | Eumetazoa (Pravi mnogoceličarji) |
|  | Levilci      | Levilci      | Prostosomia (Prostosomi)     | Nephrozoa | Bilateralne živali | ParaHoxozoa | Eumetazoa (Pravi mnogoceličarji) |
|  | Platyzoa     | Spiralia     | Prostosomia (Prostosomi)     | Nephrozoa | Bilateralne živali | ParaHoxozoa | Eumetazoa (Pravi mnogoceličarji) |
|  | Venčarji     | Spiralia     | Prostosomia (Prostosomi)     | Nephrozoa | Bilateralne živali | ParaHoxozoa | Eumetazoa (Pravi mnogoceličarji) |
|  | Druge        | Spiralia     | Prostosomia (Prostosomi)     | Nephrozoa | Bilateralne živali | ParaHoxozoa | Eumetazoa (Pravi mnogoceličarji) |
|  | Druge        |              |                              |           | Bilateralne živali | ParaHoxozoa | Eumetazoa (Pravi mnogoceličarji) |
|  | Druge        |              |                              |           |                    | ParaHoxozoa | Eumetazoa (Pravi mnogoceličarji) |
|  | Druge        |              |                              |           |                    |             | Eumetazoa (Pravi mnogoceličarji) |
|  | Druge        | Druge        | Druge                        | Druge     | Druge              | Druge       | Parazoa (Nepravi mnogoceličarji) |

| Deblo           | Pomen                     | Ime v slovenščini  | Število manjših skupin (vrst, podvrst ...) | Slika |
| --------------- | ------------------------- | ------------------ | ------------------------------------------ | ----- |
| Acanthocephala  | Trnjeva glava             | Ježerilci          | 1440 (prb)                                 |       |
| Annelida        | Majhen kolobar            | Kolobarniki        | 37.000 (prb)                               |       |
| Arthropoda      | Noge s sklepi             | Členonožci         | 2.000.000 (prb)                            |       |
| Brachiopoda     | Roka noga                 | Ramenonožci        | 27.000 (prb)                               |       |
| Bryozoa         | Mahove živali             | Mahovke            | 19.000 (prb)                               |       |
| Cephalorhyncha  | Glava gobec               |                    | 363                                        |       |
| Chaetognatha    | Dolgodlaka čeljust        | Ščetinočeljustnice | 402                                        |       |
| Chordata        | S struno                  | Strunarji          | 253.000 (prb)                              |       |
| Cnidaria        | Dražeč pik                | Ožigalkarji        | 33.000 (prb)                               |       |
| Ctenophora      | Nosilec reber             | Rebrače            | 377                                        |       |
| Cycliophora     | Nosilec koles             |                    | 6                                          |       |
| Dicyemida       | Pastilna žival            | Dikiemidi          | 174                                        |       |
| Echinodermata   | Iglasta koža              | Iglokožci          | 29.000 (prb)                               |       |
| Entoprocta      | Notranji anus             | Čaškarji           | 243                                        |       |
| Gastrotricha    | Dlakav trebuh             | Trebuhodlačniki    | 1000 (prb)                                 |       |
| Gnathostomulida | Čeljustno ustje           | Gnatostomulidi     | 155                                        |       |
| Hemichordata    | Pol strune                | Črevoškrgarji      | 1000 (prb)                                 |       |
| Micrognathozoa  | Živali z majhno čeljustjo |                    | 4                                          |       |
| Mollusca        | Mehek                     | Mehkužci           | 250.000 (prb)                              |       |
| Myxozoa         | Sluzasta žival            | Mikrosporidiji     | 961                                        |       |
| Nematoda        | Kot nit                   | Gliste             | 24.000 (prb)                               |       |
| Nematomorpha    | V obliki niti             | Žive niti          | 501                                        |       |
| Nemertea        | Morska nimfa              | Nitkarji           | 2000 (prb)                                 |       |
| Onychophora     | Nosilec Krempljev         | Krempljičarji      | 492                                        |       |
| Orthonectida    | Ravno plavanje            | Orthonektidi       | 36                                         |       |
| Phoronida       | Zeusova ljubica           | Podkovnjaki        | 60                                         |       |
| Placozoa        | Plošate živali            | Plakozoe           | 13                                         |       |
| Platyhelminthes | Ploščat črv               | Ploski črvi        | 34.000 (prb)                               |       |
| Porifera        | Nosilec por (lukenj)      | Spužve             | 19.000 (prb)                               |       |
| Rotifera        | Nosilec koles             | Kotačniki          | 3000 (prb)                                 |       |
| Sipuncula       | Majhna cev                | Pršivci            | 437                                        |       |
| Tardigrada      | Počasen korak             | Počasniki          | 1000 (prb)                                 |       |
| Xenacoelomorpha | Čudna žival brez črevesja | Ksenakelomorfi     | 730                                        |       |
| Skupaj: 33      |                           |                    | ~ 2.700.000                                |       |

## Debla v kraljesvu rastlin
| Deblo            | Ime v slovenščini      | Število manjših skupin (vrst, podvrst ...) | Slika |
| ---------------- | ---------------------- | ------------------------------------------ | ----- |
| Anthocerotophyta | Rogovnjaki             | 532                                        |       |
| Bryophyta        | Mahovi                 | 34.000 (prb)                               |       |
| Charophyta       | Primitivne parožnice   | 4000 (prb)                                 |       |
| Chlorophyta      | Enocelične zelene alge | 6000 (prb)                                 |       |
| Glaucophyta      |                        | 15                                         |       |
| Marchantiophyta  | Jetrenjaki             | 17.000 (prb)                               |       |
| Rhodophyta       | Rdeče alge             | 10.000 (prb)                               |       |
| Tracheophyta     | Višje rastline         | 675.000 (prb)                              |       |

## Debla v kraljestvu gljiv
| Deblo           | Ime v slovenščini | Število manjših skupin (vrst, podvrst ...) | Slika |
| --------------- | ----------------- | ------------------------------------------ | ----- |
| Ascomycota      | Zaprtotrosnice    | 211.000 (prb)                              |       |
| Basidiomycota   | Prostotrosnice    | 105.000 (prb)                              |       |
| Chytridiomycota | Hitridije         | 2000 (prb)                                 |       |
| Glomeromycota   | Glomeromicete     | 3000 (prb)                                 |       |
| Zygomycota      | Jarmaste glive    | 3000 (prb)                                 |       |

## Debla v kraljestvu kromistov
| Deblo        | Ime v slovenščini | Število manjših skupin (vrst, podvrst ...) |
| ------------ | ----------------- | ------------------------------------------ |
| Acavomonidia |                   | 5                                          |
| Bigyra       |                   | 508                                        |
| Cercozoa     |                   | 549                                        |
| Ciliophora   | Migetalkarji      | 13.000 (prb)                               |
| Cryptophyta  | Kriptofiti        | 270                                        |
| Foraminifera | Luknjičarke       | 58.000 (prb)                               |
| Haptophyta   | Haptofiti         | 1000 (prb)                                 |
| Heliozoa     | Sončeca           | 89                                         |
| Myzozoa      |                   | 5000 (prb)                                 |
| Ochrophyta   |                   | 58.000 (prb)                               |
| Oomycota     |                   | 2000 (prb)                                 |
| Picozoa      |                   | 5                                          |
| Radiozoa     | Mreževci          | 6000 (prb)                                 |

## Debla v kraljestvu bakterij
| Deblo                 | Ime v slovenščini     | Število manjših skupin (vrst, podvrst ...) |
| --------------------- | --------------------- | ------------------------------------------ |
| Acidobacteria         |                       | 86                                         |
| Actinobacteria        |                       | 4000 (prb)                                 |
| Aquificae             |                       | 51                                         |
| Armatimonadetes       |                       | 13                                         |
| Bacteroidetes         |                       | 2000 (prb)                                 |
| Caldiserica           |                       | 5                                          |
| Chalmydiae            | Klamidije             | 28                                         |
| Chlorobi              |                       | 39                                         |
| Chloroflexi           |                       | 100                                        |
| Chrysiogenetes        |                       | 10                                         |
| Cyanobacteria         | Modrozelene cepljivke | 4000 (prb)                                 |
| Deferribacteres       |                       | 24                                         |
| Deinococcus-thermus   |                       | 121                                        |
| Dictyoglomi           |                       | 6                                          |
| Elusimicrobia         |                       | 5                                          |
| Fibrobacteres         |                       | 14                                         |
| Firmicutes            |                       | 3000 (prb)                                 |
| Fusobacteria          |                       | 62                                         |
| Gemmatimonadetes      |                       | 9                                          |
| Lentisphaerae         |                       | 14                                         |
| Nitrospira            |                       | 16                                         |
| Planctomycetes        |                       | 74                                         |
| Proteobacteria        |                       | 7000 (prb)                                 |
| Spirochaetae          |                       | 181                                        |
| Synergistetes         |                       | 43                                         |
| Tenericutes           |                       | 235                                        |
| Thermodesulfobacteria |                       | 18                                         |
| Thermotogae           |                       | 70                                         |
| Verrucomicrobia       |                       | 84                                         |

## Debla v kraljestvu praživali
| Deblo             | Ime v slovenščini | Število manjših skupin (vrst, podvrst ...) |
| ----------------- | ----------------- | ------------------------------------------ |
| Amoebozoa         |                   | 833                                        |
| Calcitarcha       |                   | 48                                         |
| Choanozoa         |                   | 500                                        |
| Euglenozoa        |                   | 1000 (prb)                                 |
| Loukozoa          |                   | 17                                         |
| Metamonada        |                   | 198                                        |
| Microsporidia     | Mikrosporidiji    | 1000 (prb)                                 |
| Mycetozoa         | Sluzavke          | 2000 (prb)                                 |
| Percolozoa        |                   | 84                                         |
| Sarcomastigophora | Flagelati         | 374                                        |
| Sulcozoa          |                   | 41                                         |

## Debla v kraljestvu arhej
| Deblo         | Ime v slovenščini | Število manjših skupin (vrst, podvrst ...) |
| ------------- | ----------------- | ------------------------------------------ |
| Crenarchaeota | Krenarheje        | 117                                        |
| Euryarchaeota | Prave arheje      | 620                                        |